# Alexei Borissowitsch Schabat
Alexei Borissowitsch Schabat (russisch Алексей Борисович Шабат, englische Transkription Alexei Shabat; * 8. August 1937; † 24. März 2020) war ein russischer theoretischer Physiker, der sich mit integrablen Systemen der mathematischen Physik befasste.
Schabat habilitierte sich 1974 (russischer Doktortitel) und war leitender Wissenschaftler (Principal Researcher) und Professor am Landau-Institut in Moskau.
Er leistete Anfang der 1970er-Jahre wichtige Beiträge zur Theorie der Solitonen mit Wladimir Jewgenjewitsch Sacharow (V. E. Zakharov). Beispielsweise lösten sie die nichtlineare Schrödingergleichung mit der Methode der Inversen Streutransformation (IST) und übertrugen die IST auf Solitonengleichungen in mehreren Raumvariablen.

## Schriften
- mit V. E. Zakharov:  Theory of Two-dimensional Self-focusing and One-dimensional Self-modulation of Waves in Nonlinear Media, Sov. Phys. JETP, Band 34, 1972, S. 62–69
- mit V. E. Zakharov: A scheme for integrating the nonlinear equations of mathematical physics by the method of the inverse scattering problem. I, Funct. Anal. Appl., Band  8, 1974, S. 226–235 (Teil 2 in Band 13, 1979, S. 166–174)